# Varrvahurkolás

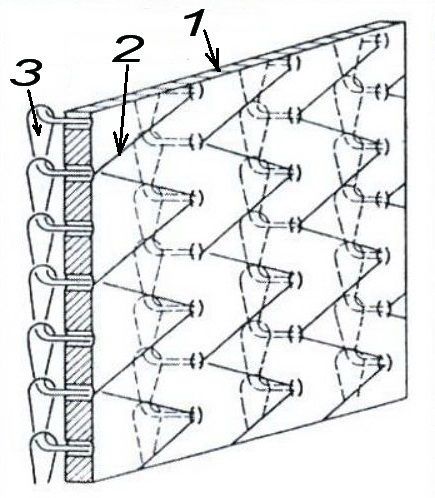
Varrvahurkolt kelme vázlata.
1: átvarrandó anyag, 2: varrófonal, 3: szem.

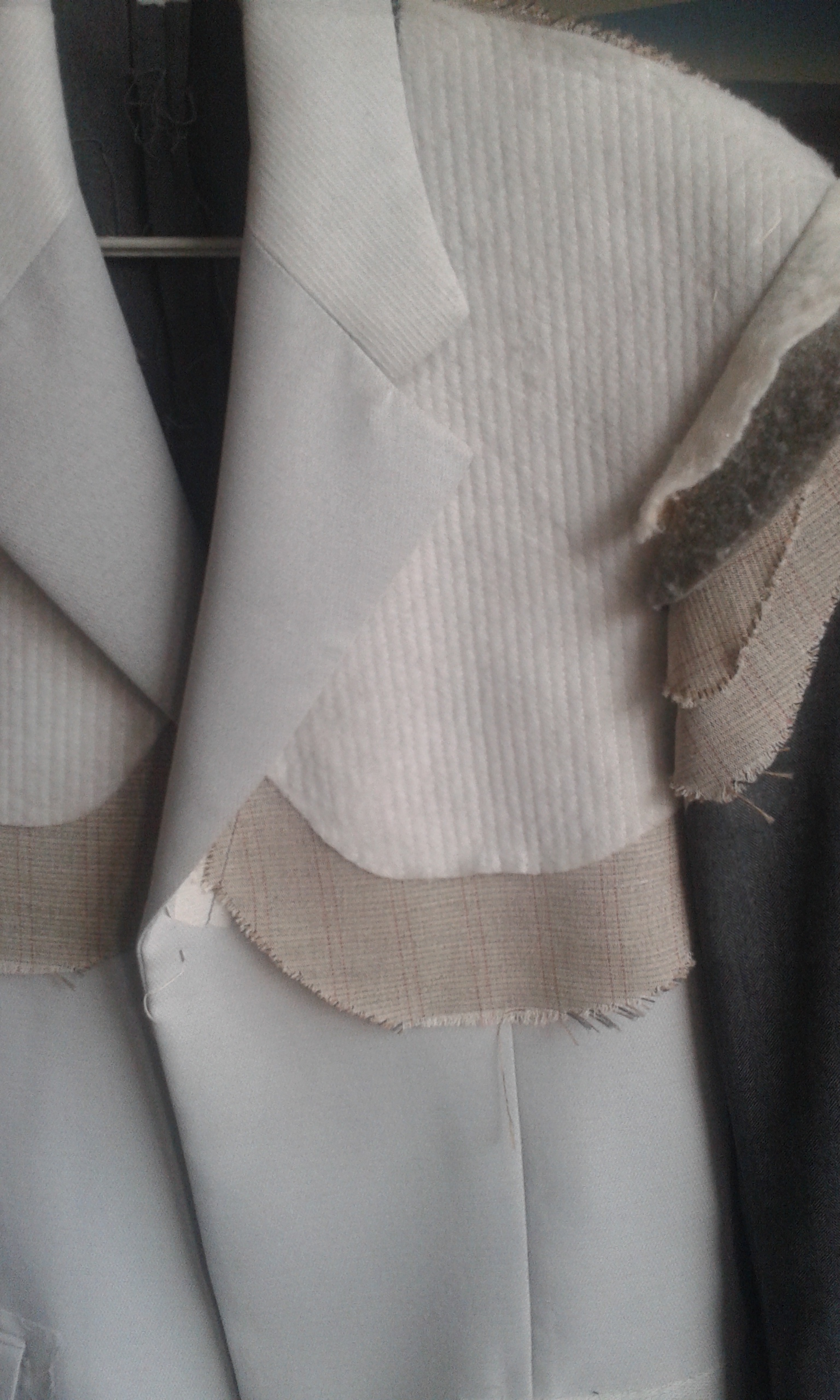
Varrvahurkolt kelme alkalmazása kabát közbéléséhez

A varrvahurkolás a textilipar egy, a 20. század második felében kifejlesztett kelmeképző eljárása, amelyben a varrásnak, illetve a kötés egy fajtájának, a láncrendszerű hurkolásnak a technikáját kombinálják. A varrvahurkolt kelmék gyártásához hegyes végű tolókás tűket alkalmaznak, amelyek – a varrótűkhöz hasonlóan – alkalmasak arra, hogy egy vagy több kelmeréteget vagy fonalseregből alkotott anyagréteget átszúrjanak, és egyúttal arra is, hogy kialakításuknál fogva – mint a kötőgépeken alkalmazott tolókás tűk – a láncrendszerű kelmeképzés technikájának alkalmazásával szemeket képezzenek, amelyek az átszúrt rétegeket a varráshoz hasonlóan egymáshoz erősítik.
A varrvahurkolt kelméknek ma elsősorban a műszaki textíliák – ezen belül nagy súllyal a kompozitok –, valamint ruhadarabok meleg bélésének gyártásában van jelentős szerepük. A varrvahurkolás előnyei:
- Alkalmazható olyan kelmekonstrukciók készítésére, amelyek a hagyományosnak tekinthető szövési, kötési, fonatolási technikákkal nem állíthatók elő. Ezzel új felhasználási területek nyílnak meg elsősorban a műszaki textíliák területén.
- Lehetőséget ad különböző irányítottságú fonalrendszerek összeerősítésére és ezzel irányított mechanikai tulajdonságú kelmék előállítására.
- Lehetőséget ad fonalrendszerek és nemszőttkelme-rétegek összeerősítésére és ezzel újfajta tulajdonságú kelmetípus előállítására, valamint gyengébb minőségű – pl. textilhulladékból nyert – anyagokból álló nemszőttkelme-réteg hasznosítására.
- Rendkívül nagy termelési sebességet biztosít, egy 6 m széles gépen óránként akár 1800 m2 kelme is készülhet.

## Története
A varrvahurkolás eljárását a német Heinrich Mauersberger limbach-oberfrohnai mérnök találta fel, amelyet 1949-ben szabadalmaztatott is. A technika kezdetben (a feltaláló vezetéknevének és lakhelyének betűiből) „MALI-technikaként” vált ismertté és nyert alkalmazást (többek között hazánkban is először az 1960-as években). Előnye, hogy az eljárással a kelméket a varrás sebességével lehet előállítani, így megjelenésekor a szokásos kelmeképzési eljárásokhoz képest igen gyorsnak számított.
Kezdetben, az 1960-as években, a Német Demokratikus Köztársaságban műszaki textíliák (elsősorban törlőkendők, nemezt helyettesítő anyagok stb.) mellett ruhaanyagok is készültek ilyen kelméből, de ezek nem terjedtek el, nem vehették fel a versenyt a hagyományos textilipari eljárásokkal készült termékekkel. Az azóta eltelt évtizedek alatt azonban ez a technológia – elsősorban a műszaki textíliák és a kompozitok előretörésének hatására – rendkívül sokat fejlődött. A műszaki textíliák számos felhasználási területén ugyanis nagyon előnyösnek mutatkozik az ún. szendvicsszerkezetű („kompozit-”) kelmék alkalmazása. Ezekben a kelmékben különféle szerkezetű és tulajdonságú kelme- vagy szál-, illetve fonalrétegeket alkalmaznak a kívánt – sok esetben térben irányított – tulajdonságok elérésére, és erre a célra a varrvahurkolással előállított kelmék kiválóan alkalmasnak bizonyultak. Jól beváltak egyes kompozittípusok erősítőanyagaiként is. Az ilyen termékek iránti egyre növekvő kereslet a gépgyárakat folyamatosan arra ösztönzi, hogy állandóan tökéletesítsék konstrukcióikat, egyre újabb kelmetípusok előállítására, egyre újabb anyagok feldolgozására alkalmas, egyre nagyobb teljesítményekre képes gépeket fejlesszenek ki.

## A varrvahurkolás elve

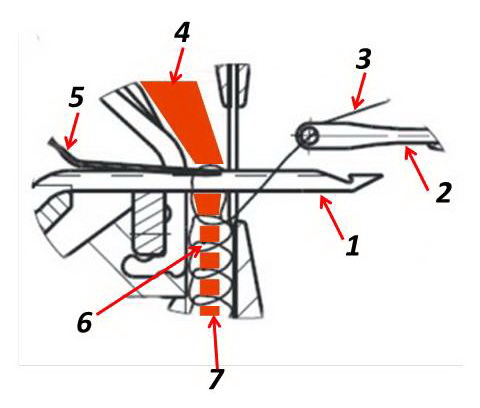
A varrvahurkolás elve. – 1: tolókás tű, 2: fonalvezető lyuktű, 3: varrófonal, 4: az átvarrandó anyag, 5: a tolókás tű záróeleme, 6: öltések, 7: varrvahurkolt kelme

A varrvahurkolás egyesíti a tűvel-cérnával varrott, és az egymással párhuzamosan bevezetett fonalakból láncrendszerű hurkolással előállított kelmeszerkezet előnyeit. A varrvahurkolt anyag egy fonalakból, szálhalmazból (bundából), vagy más technikával készült kelméből álló anyagréteget fog közre.
A varrvahurkoló gépbe bevezetett anyagréteget egymás mellett elhelyezett – és a megelőző ciklusban képzett hurkolt szemeket hordozó – hegyes végű tolókás tűk szúrnak át (hasonlóan ahhoz, ahogy a varrásnál a varrótű átszúrja a kelmét). Ezt követően a tűk horgába fonalat fektetnek, majd a tűk visszahúzódása közben az előre tolódó tolókák bezárják a horgot. Amint a tűk kihúzódnak az anyagrétegből, a korábban rajtuk függő szemek átbuknak a horogban levő fonalon és abból újabb szemet képeznek, amely azonban egyúttal az átvarrt anyagréteget is közrefogja. Ha a fonalakat a tűk horgába fektető ún. lyuktűk mindig csak ugyanarra a tűre fektetik fonalukat, akkor egyenes varrat keletkezik (mint a láncöltésű varrógépen), ha azonban a lyuktűk bizonyos rendszer szerint váltakozva más-más tűre fektetik a fonalukat, ezekből a fonalakból a láncrendszerű hurkolással készített kelmékhez hasonló szerkezet keletkezik.
Újabb konstrukciójú gépeken már nem egy, hanem két fonalfektető lyuktűsor (szaknyelven: létra) van, azaz a varrat két egymástól független fonalrendszerből alakítható ki, ez egyrészt díszítő hatást eredményezhet, másrészt a varrvahurkolt kelme fokozottabb megerősítését teszi lehetővé.
Jelentős különbség a varró- és a varrvahurkoló gépek között, hogy míg a varrógépen a tű zárt nyílásába fűzik a fonalat és ebből egy ún. hurokfogó segítségével képeznek öltést, a varrvahurkoló gépen a tű horga nyitott, csak akkor zárul be, amikor a lyuktű a fonalát már belefektette, a szem további segédeszköz nélkül alakul ki ebből a fonalból.

## Varrvahurkoló eljárások
A varrvahurkolás különféle szerkezetű kelmék előállítására alkalmas. Az eredeti, Mauersberger-féle technika varrófonalakat alkalmazott, de később ezt a technikát módosítva már varrófonalak nélküli, de elvét tekintve hasonló módszereket fejlesztettek ki. Varrvahurkolással például az alábbi típusú kelmeszerkezetet hozhatnak létre:

### Tisztán fonal alapú termékek
- Malimo – Kereszt- (vetülék-) irányban fektetett, vagy egymásra fektetett és egymást keresztező fonalseregek összeerősítése hosszanti irányú varrvahurkoló eljárással. Ez volt Mauersberger eredeti ötlete, ami aztán alapját képezte a további fejlesztéseknek. Alkalmazási területei: elsősorban törlőkendők, bár korábban ruhaanyagok készítésére is felhasználták, kevés sikerrel.[1]
- Malifol – Ez lényegében a Malimo eljárás alkalmazása, amelynél az átvarrandó fonalsereget nem textilfonalak alkotják, hanem keskeny (néhány milliméter széles) műanyagfólia-szalagok. Kenési alapkelmék (pl. padlóburkolatok), csomagolóanyagok, szűrők, geotextíliák készítésére alkalmas.[9]
- Schusspol – Hurkos felületű kelme készítésére szolgáló eljárás. A kelme három fonalrendszerből (vetülékfonal, varrófonal és hurokképző fonal) áll. A gépbe keresztirányban párhuzamosan rendezett vetülékfonalakat vezetnek be, ezeket a varrófonalak a varrvahurkolás technikájával összefüggő alapkelmévé egyesítik, miközben a vetülékfonalakkal párhuzamosan egy további fonalrendszert vezetnek be, ebből alakítják ki az 5–11 mm magas hurkokat a kelme felületén (csak az egyik oldalon). Padlóburkoló anyagok és kárpitosanyagok készítésére használják.[6]

### Tisztán szálbunda alapú termékek
- Malivlies – Ennél a szálbunda-megerősítő technikánál varrófonalakat nem alkalmaznak. Tolókás tűk helyett olyan szakállas tűket alkalmaznak, amelyek a szálbundán való áthatolásukat követően visszahúzódáskor a bundából szálkötegeket húznak ki. Ezeket a következő működési ciklusban visszaöltik a bundába, ahol így – a láncrendszerű varrógépek öltésképzéséhez hasonló elvet követve – képződnek az öltések. Ily módon alakul ki minden tűnél egy varratsor, amely a kelme egyik oldalán válik láthatóvá. Alkalmazási területei a Maliwattéval egyeznek meg.[6][10]
- Kunit – A Malivlieshez hasonlóan ez a kelme is tisztán szálbundából áll, amelyből a tűk szálkötegeket húznak ki és öltenek vissza oly módon, hogy ezekből közben az egyik felületből kiemelkedő, plüssszerű hurkok képződnek. Műszőrme jellegű termékek gyártására használják, emellett ennek további megmunkálásával készül a Multiknit kelme.[11][12]
- Multiknit – Két Kunit-eljárással készült kelmét úgy erősítenek össze a varrvahurkolás technikájával, hogy azok szálakkal borított, hurkos felülete egymással szembe, azaz belülre essék. Így a végeredmény egy mindkét oldalon sima felületű, de vastagságában terjedelmes, puha termék.[11][12]

### Szálbunda és fonal kombinációja

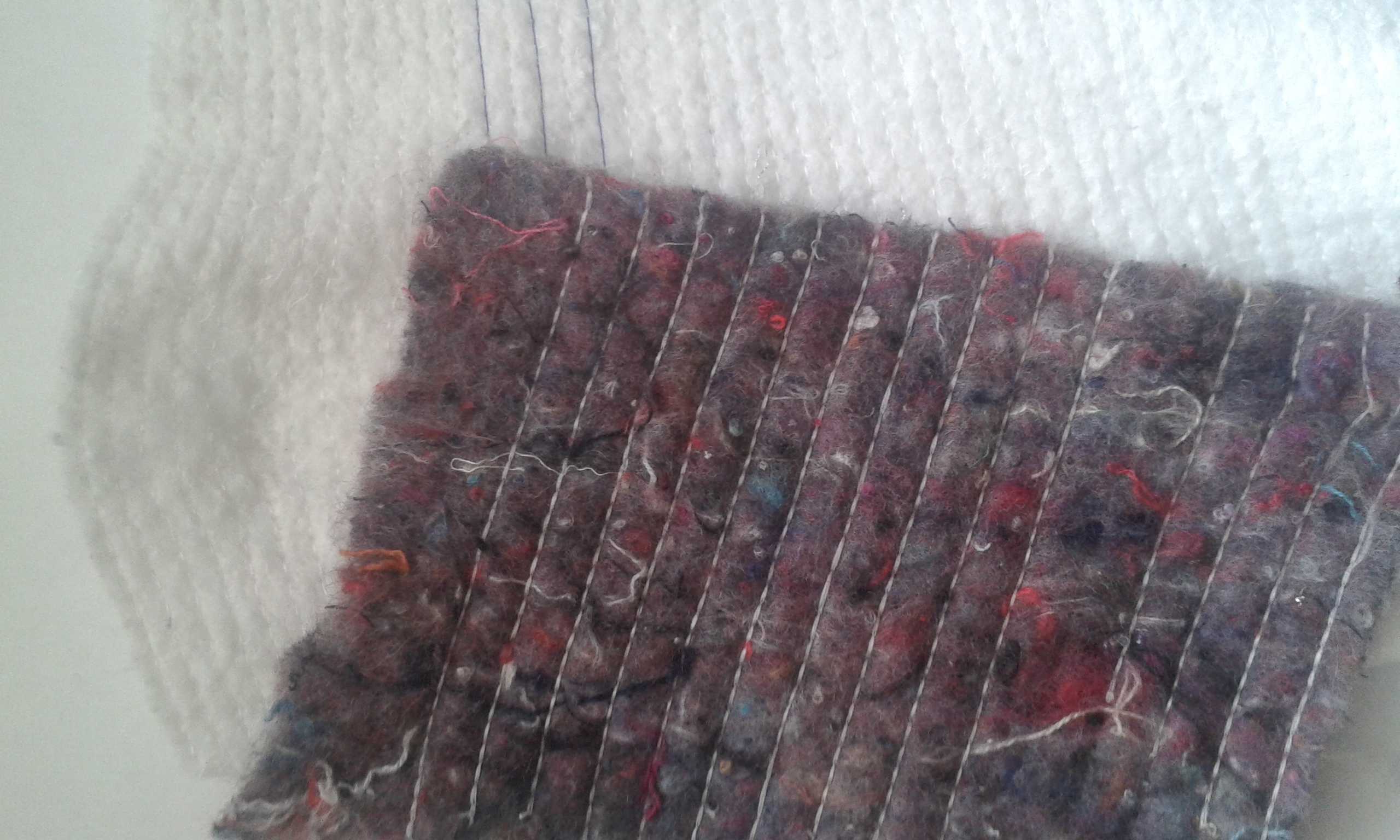
Feltépett textilhulladékból készített Maliwatt kelme

- Maliwatt – Laza szálakból alkotott bunda[Megj. 2] megerősítése fonalakkal, varrvahurkoló eljárással. Fő alkalmazási területei: épületek és járművek hang-, hő- és rezgésszigetelése, csomagolóanyag, bútoripari töltőanyag, polírozótárcsák anyaga, geotextíliák stb. Igen gyakran tépett textilhulladékokból készült bundát dolgoznak fel és hasznosítanak ezzel az eljárással.

### Alapkelme és fonal kombinációja
- Malipol – Alapkelmére (leginkább szövetre) varrvahurkoló eljárással rádolgozott fonalrendszer, amelyből a kelme egyik felületén hurkokat képeznek. Ezeket utólag vagy felvágják (plüss vagy műszőrme), vagy hurkok formájában meghagyják (frottír).[3]
- Voltex vagy Polvlies – Szintén hurkos felületű kelmék készítésére szolgáló eljárás. A varrófonalak itt egy alapkelmét (általában szövetet) és egy vele együtt bevezetett bundát varrnak át/össze, úgy, hogy eközben a varrófonalakból a bunda felőli oldalon hurkokat is képeznek. Plüssbevonatú játékok, cipőbélések, bútorbevonatok készülnek belőle.[6]

Ezeken kívül a gyakorlatban néhány más varrvahurkoló eljárásnál is alkalmazzák azt a módszert, hogy valamilyen alapkelmét is bevezetnek, amelyet így összedolgoznak az eredeti fonal-, illetve bundaréteggel.

## Irányított tulajdonságú varrvahurkolt kelmék
A műszaki textíliák és ezen belül főleg a textil erősítésű kompozitok iránt mutatkozó fokozott érdeklődés eredménye azoknak a varrvahurkolt kelméknek a kifejlesztése, amelyek valamelyik főirányban (hosszanti, kereszt- vagy átlós irányban) megkülönböztetett mechanikai tulajdonságokkal rendelkeznek. Ezeket nevezik irányított tulajdonságú kelméknek (angolul: directionally oriented structures, DOS). Előállításukra a varrvahurkoló eljárás nagyon alkalmasnak bizonyult.
- Monoaxiális vagy unidirekcionális (UD) kelmék – Jellemzőjük, hogy csupán hossz-, illetve csupán keresztirányú fonalak képezik az alapot, amelyeket a varrvahurkoló technikával (egy varrófonalrendszerrel) erősítenek össze. A fonalak irányítottságától függően a kelme vagy hossz-, vagy keresztirányban mutatja a megkívánt mechanikai tulajdonságokat (szakítóerő, nyúlás).
- Biaxiális vagy bidirekcionális (BD) kelmék – Itt az alapot egymásra fektetett hossz- és keresztirányú fonalrendszerek alkotják, amelyeket a varrvahurkoló technikával (egy varrófonalrendszerrel) erősítenek egymáshoz. Az alapfonalrendszerek irányítottságának megfelelően – amennyiben a hossz- és keresztirányú fonalak egyforma tulajdonságúak – a kelme nagyjából azonos mechanikai tulajdonságokat mutat mindkét főirányban.

Multiaxiális kelme képzése varrvahurkolással

- Multiaxiális vagy multidirekcionális (MD) kelmék – Az alapot egymásra fektetett hossz-, kereszt- és mindkét irányban átlós irányú fonalrendszerek képezik (összesen tehát négy fonalrendszer), amelyeket itt is egy varrófonalrendszerrel erősítenek egymáshoz a varrvahurkolás technikájával. Az átlós elhelyezkedésű, X alakban fektetett fonalrendszerek szöge változtatható (a hosszirányhoz képest többnyire +45°, illetve –45°, de ez nem törvényszerű), attól függően, hogy milyen irányú igénybevételnek kell megfelelniük.
- Kompozit kelmék – Ezek olyan irányított tulajdonságú kelmék, amelyekben az egymásra fektetett fonalrendszerek alá még egy – általában nemszőtt – kelmét is helyeznek, és valamennyi réteget együtt erősítik össze egy varrófonalrendszerrel, varrvahurkoló technikával. Az alkalmazott fonalrendszerek különböző irányítottságúak lehetnek. (Itt a „kompozit” elnevezés arra utal, hogy különböző tulajdonságú anyagokat – fonalrendszereket, illetve nemszőtt kelmét – társítanak; nem tévesztendő össze a „kompozitanyagokkal” vagy a kompozit erősítő textíliákkal.)

## Alkalmazási területek

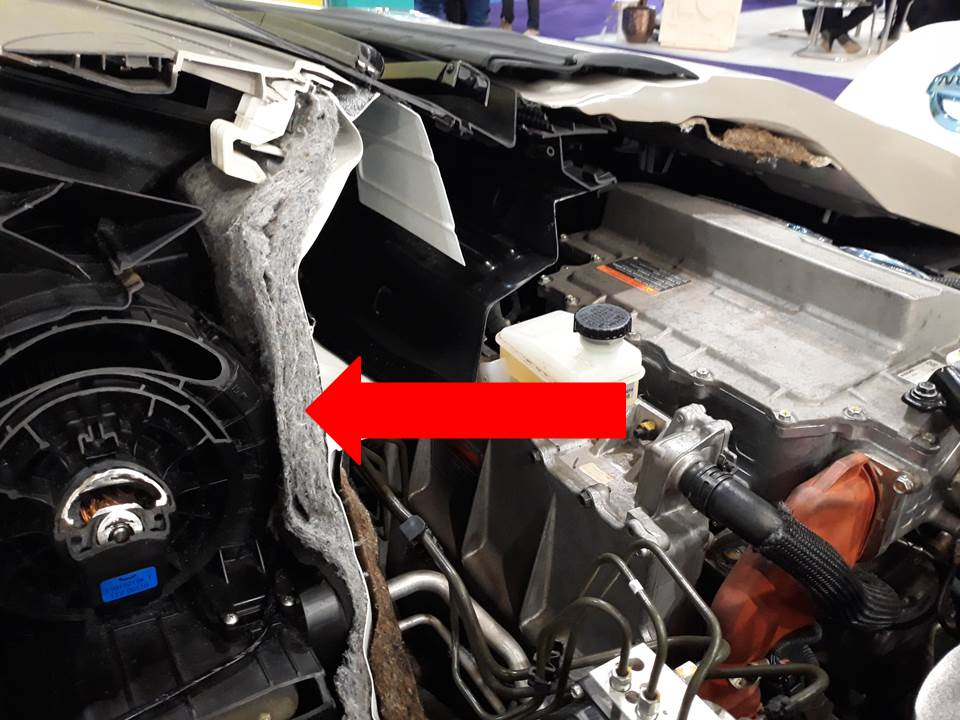
Varrvahurkolt kelme alkalmazása gépkocsiban hő- és hangszigetelésre, a motortér és az utastér között

A különböző típusú varrvahurkolt kelmék alkalmazási területe rendkívül széles. Leginkább a műszaki textíliák körében használatosak (szigetelőanyagok, bútoripari alkalmazások, laminálási alapkelmék stb.), különösen nagy felhasználó a járműipar, de egyes fajtáik a ruhaiparban is alkalmazásra találnak, főleg meleg bélések készítésére. A műszaki textíliákon belül különös jelentősége van a varrvahurkoló technikával készült kompozit erősítő anyagoknak.
A varrvahurkolt kelmék a felhasználási céltól függően a legkülönbözőbb anyagokból (pamutból, mesterséges szálasanyagokból, textilhulladékok feltépésével készített, vegyes anyagösszetételű szálakból) és a legkülönbözőbb területi sűrűségben készülhetnek. Az elérhető területi sűrűség a 60–1600 g/m2 tartományban lehet. Kevésbé igényes felhasználási célokra a kártolással előállított szálbundát különféle feltépett hulladékanyagokból is készíthetik, ami mind a költségek, mind a hulladékhasznosítás (környezetvédelem) szempontjából kedvező. Nagyon gyakori az üvegszálakból vagy szénszálakból készült szálbunda alkalmazása a varrvahurkolt kelmék gyártásában. Varrófonal gyanánt is a legkülönfélébb nyersanyagú fonalak használhatók. A nyersanyagválasztásnak ez a szabadsága lehetővé teszi, hogy nagyon különböző tulajdonságú termékeket állíthassanak elő ezzel az eljárással.

### Magyar nyelvű leírás
- Lázár Károly (2002). „A varrvahurkolás”. CÉLiránytű 12 (244). (Hozzáférés: 2017. december 25.)
- Sulinet–Tudásbázis–Szakképzés–Könnyűipar. – A varrvahurkolt kelmék fajtái. (Hozzáférés: 2017. december 25.)

### Szakkönyvek
- Bättcher, P. et al. Nähwirk-Faserverbundstoffe. Mailvlies, Maliwatt, Voltex. Fachbuchverlag, Leipzig (1973)
- Russel, S. J. Handbook of nonwovens. Woodhead Publishing Ltd. (2007). ISBN 978-1-85573-603-0
- Denninger, F. (szerk.). Lexikon Technische Textilien (német nyelven). Deutscher Fachverlag (2009). ISBN 978-3-86641-093-0
- Horrocks, A. R., Subnash, C. A. Handbook of Technical Textiles, Second Edition: Technical Textile Processes, 2. edition [archivált változat] (angol nyelven). Woodhead Publishing Ltd. (2016). ISBN 978-1-78242-458-1. Hozzáférés ideje: 2018. január 31. [archiválás ideje: 2017. augusztus 9.]
- Dr. Jederán Miklós (szerk) – Tárnoky Ferenc (szerk): Textilipari kézikönyv. Budapest: Műszaki Könyvkiadó. 1979.  ISBN 963-10-2706-6